# T.A.S.O. Mathieson
Thomas Alastair Sutherland Ogi Mathieson, dit T.A.S.O. Mathieson, né le 25 juillet 1908 à Glasgow et mort le 12 octobre 1991 à Vichy, est un pilote écossais de course automobile, qui s'est illustré sur circuit dans l'immédiat après guerre, principalement sur Maserati.
En 1947, il épouse l'actrice française Mila Parély. Il doit mettre un terme à sa carrière de pilote après avoir été victime d'un grave accident.